# Fyzikální rozměr veličiny
Fyzikální rozměr veličiny nebo zkráceně rozměr veličiny je formální vyjádření závislosti měřené fyzikální veličiny na veličinách základních, odpovídajících základním jednotkám. Zpravidla se jedná o součin celočíselných mocnin rozměrů základních veličin, v případě některých veličinových soustav mohou být mocniny polocelé (např. soustava CGS).
Rozměr veličiny X se korektně značí jako dim X, pro zjednodušení se však často používá stejný zápis jako pro jednotky, tedy značka veličiny v hranatých závorkách: [X].
V každé fyzikální rovnici musí být rozměry veličin na obou stranách stejné. Toho lze využít k rozměrové kontrole správnosti složitějších fyzikálních rovnic.

## Stanovení rozměru odvozené veličiny a rozměrová rovnice
Rozměr odvozené veličiny se stanoví z definičního vztahu dané veličiny.
Veličiny koherentních soustav jsou zpravidla definovány jako součiny a podíly základních veličin. V definičním vztahu se nahradí značky veličin symboly rozměrů a ty se rozepíší do součinu mocnin rozměrů základních veličin (majících obvykle specifické značky). Výsledný vztah se pak převede do tvaru součinu mocnin rozměrů základních veličin podle zásad pro úpravu součinů a podílů mocnin. Pokud v definičním vztahu figuruje číselný koeficient, nahradí se (stejně jako každá bezrozměrná veličina) jednotkou, efektivně se tedy vynechá. Sčítat a odečítat lze pouze veličiny stejného rozměru - proto je přirozené, že každý z členů musí mít stejný rozměr (a pro definici rozměru odvozené veličiny postačuje ponechání pouze jediného členu). Derivace v definičním vztahu se bere jako naznačené dělení infinitezimálních přírůstků – nahradí se proto prostým podílem, integrál jako nekonečný součet součinů integrované veličiny a infinitezimálního přírůstku integrační proměnné – nahradí se tedy součinem obou rozměrů. Vyskytuje-li se v definičním vztahu exponenciální, logaritmická nebo goniometrická funkce, její hodnota se bere jako bezrozměrná; taktéž její argument musí být bezrozměrný.
Ke každé veličinové rovnici lze napsat podle stejných zásad odpovídající rovnici rozměrovou a rozepsat ji až na vztahy rozměrů základních veličin. Rozměrovou rovnici lze využít k rozměrové kontrole správnosti původní rovnice - obě strany rovnice musí mít stejný rozměr, jakož i všechny členy naznačených součtů a rozdílů musí mít shodný rozměr. Protože argumenty exponenciálních, logaritmických a goniometrických funkcí musí být bezrozměrné, přibude ke každé takové funkci ještě kontrolní rozměrová rovnice pro její argument.

## Přehled symbolů fyzikálních rozměrů soustavy SI
| Základní veličina | Symbol rozměru SI | Hlavní jednotka SI | Značka |
| ----------------- | ----------------- | ------------------ | ------ |
| délka             | L                 | metr               | m      |
| hmotnost          | M                 | kilogram           | kg     |
| čas               | T                 | sekunda            | s      |
| elektrický proud  | I                 | ampér              | A      |
| teplota           | Θ                 | kelvin             | K      |
| látkové množství  | N                 | mol                | mol    |
| svítivost         | J                 | kandela            | cd     |

### Historická poznámka
Do roku 1995 měly svůj zvláštní nezávislý rozměr i tzv. doplňkové veličiny a jednotky, ač měly charakter bezrozměrných odvozených veličin a jednotek. V současnosti mají jako bezrozměrné odvozené veličiny a jednotky rozměr 1.
Dříve tedy tabulka rozměrů obsahovala ještě:
| Doplňková veličina | Symbol rozměru | Jednotka  | Značka |
| ------------------ | -------------- | --------- | ------ |
| rovinný úhel       | α              | radián    | rad    |
| prostorový úhel    | Ω              | steradián | sr     |

Tyto rozměry vystupovaly i v rozměrech veličin odvozených z veličin doplňkových; např. korektní rozměr úhlové rychlosti byl do roku 1995 T−1α, rozměr osvětlení (a jednotky lux) byl L−2JΩ apod.

## Příklady

### Příklad stanovení rozměru veličiny
Jako příklad použijeme veličinu práce W, která je definována jako součin síly F a dráhy s po níž působila, tedy
W = F·s.
Rozměr veličiny W, který označíme [W], dostaneme následujícím způsobem: Protože dráha s představuje základní veličinu (délku), dosadíme za s příslušný symbol, tedy L. Síla však není základní veličinou, proto bude
[W] = [F]·L.
V dalším kroku použijeme definici síly
F = m·a,
kde m je hmotnost tělesa (tedy základní veličina, dosadíme M) a a je zrychlení, které mu síla F uděluje; pro rozměr [F] získáme vztah
[F] = M·[a].
Zpracujeme zrychlení podobným způsobem
a = dv / dt,
kde v je rychlost a t je čas, a získáme
[a] = [v] / T = [v]·T−1.
Konečně
v = ds / dt,
z čehož dostaneme
[v] = L / T = LT−1.
Zpětným dosazováním do předchozích rovnic a úpravami nakonec získáme fyzikální rozměr veličiny práce
[W] = L2MT−2.
Zpracujeme-li obdobným způsobem rovnici pro výpočet kinetické energie Ek
Ek = ½ m·v2,
zjistíme, že rozměr této veličiny je
[Ek] = L2MT−2.
Je tedy stejný jako rozměr práce. Tato skutečnost nepřekvapuje, protože kinetická energie má stejnou jednotku jako práce, a jednotkou je dán i rozměr. Není však pravidlem, že veličiny stejného rozměru musí mít stejnou jednotku - stejný rozměr má i moment síly, je to však veličina s jiným fyzikálním charakterem, proto má i jinou jednotku - newton metr.

### Příklady rozměrové kontroly veličinových rovnic
1. {\displaystyle \oint _{S}\mathbf {D} \cdot \mathrm {d} \mathbf {A} =Q} (Gaussův zákon elektrostatiky)
[D]·[A] = [Q]
l. s. = L−2TI·L2 = TI
p. s. = TI
2. {\displaystyle \left({\frac {\partial U}{\partial V}}\right)_{T}=T\left({\frac {\partial p}{\partial T}}\right)_{V}-p} (vyjádření objemové derivace vnitřní energie pomocí tlaku a teploty)
[U]/[V] = [T]·([p]/[T]) = [p]
l. s. = L2MT−2 / L3 = L−1MT−2
(prostřední člen po vykrácení rozměru [T] totožný s pravou stranou)
p. s. = L−1MT−2
3. {\displaystyle y=r\mathrm {e} ^{-bt}\sin(\omega t+\varphi )} (výchylka tlumených kmitů)
  1. [y] = [r]
L = L
  2. [b]·[t] = 1 (rozměrová rovnice pro argument exponenciální funkce)
T−1·T = 1
  3. [ω]·[t] = [φ] = 1 (rozměrová rovnice pro argument goniometrické funkce)
T−1·T = 1 = 1